# Encephalartos heenanii
Encephalartos heenanii es una especie de Cycadopsida del género Encephalartos, de la familia Zamiaceae, del orden Cycadales.

## Distribución
Encephalartos heenanii se distribuye por Sudáfrica (Mpumalanga), Swaziland.

## Taxonomía
Fue descrita científicamente por R.A.Dyer. Fue publicado por primera vez en R.A.Dyer. In: Bothalia 10(4): 539-546. (1972).